# Neyagawa
Neyagawa (jap. 寝屋川市, -shi) ist eine Stadt in der Präfektur Osaka in Japan.

## Geographie

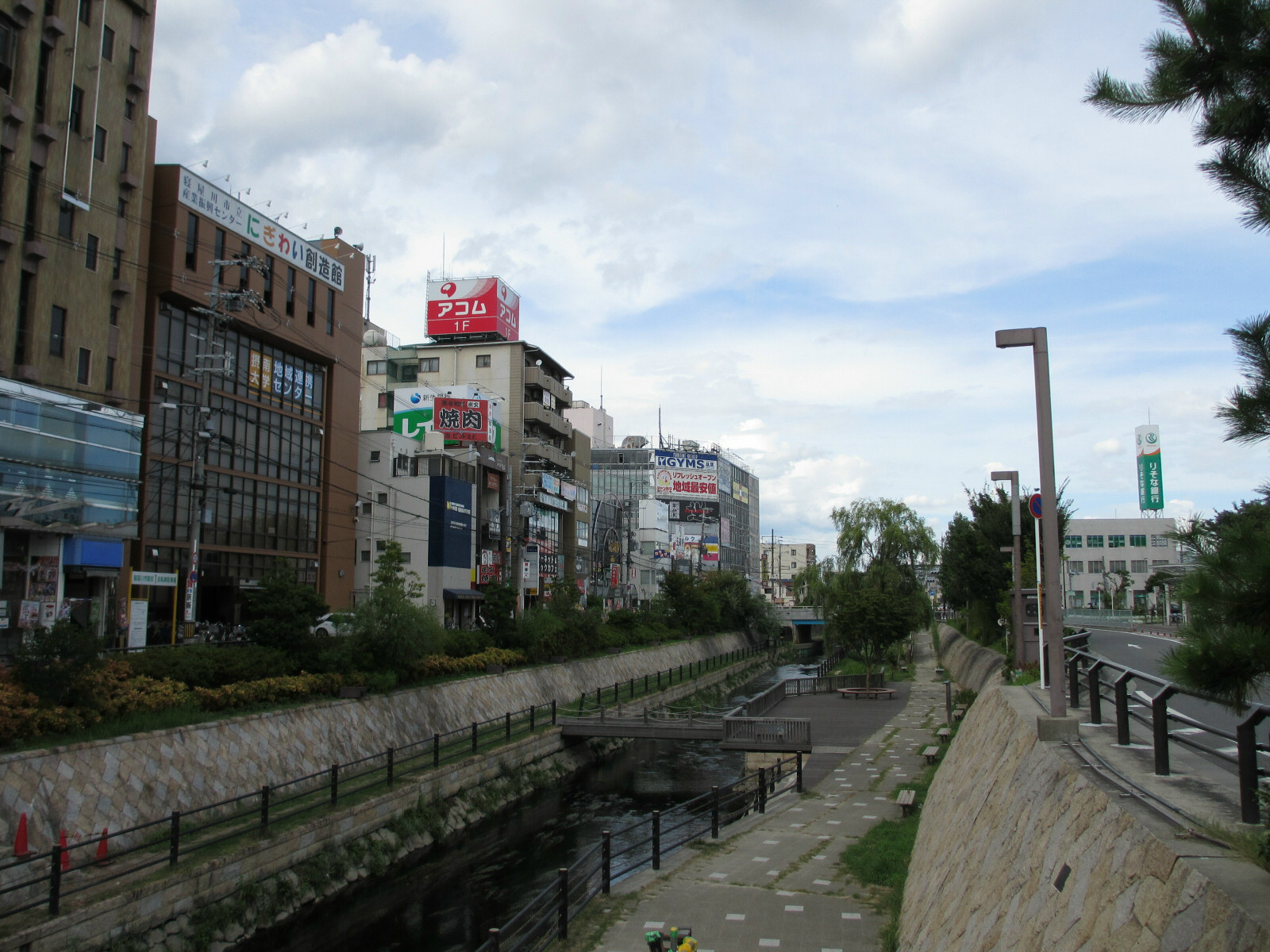
Neyagawa fließt durch die Stadt

Neyagawa liegt östlich von Osaka.

## Geschichte
Neyagawa wurde am 3. Mai 1951 gegründet.

## Städtepartnerschaften
Die Stadt unterhält Städtepartnerschaften mit Newport News in Virginia und mit Oakville in Ontario.

## Verkehr
- Zug
  - JR Katanachi-Linie
  - Keihan-Hauptlinie

- Straße:
  - Nationalstraße 1,163,170

## Söhne und Töchter der Stadt
- Kōji Uehara (* 1975), japanischer Baseballspieler

## Weblinks

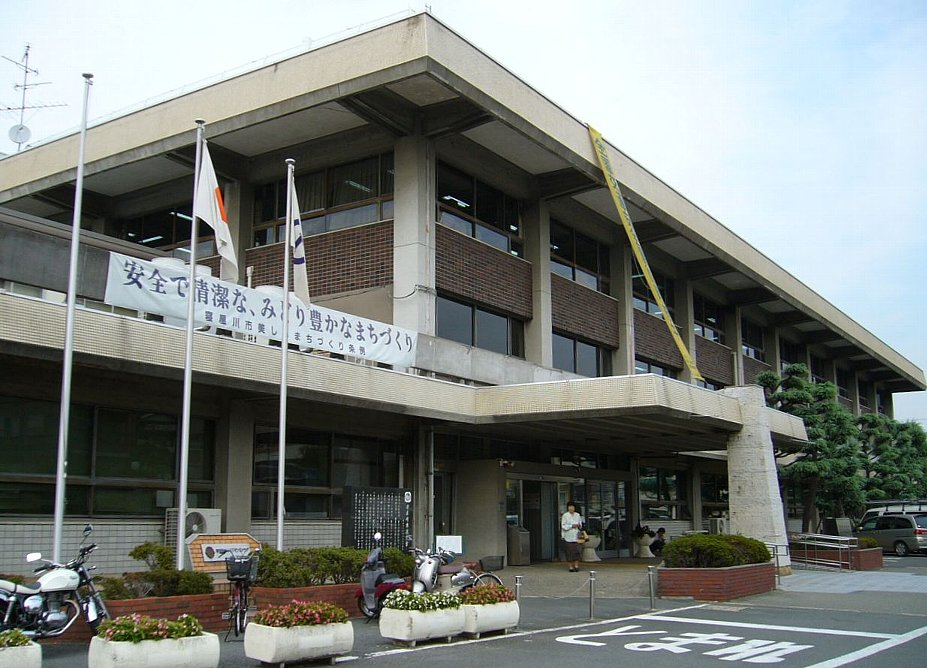
Rathaus von Neyagawa

## Angrenzende Städte und Gemeinden
- Takatsuki
- Settsu
- Katano
- Hirakata
- Moriguchi
- Kadoma
- Daitō
- Shijonawate